# Dark Void
Dark Void é um jogo eletrônico desenvolvido pela Airtight Games usando o motor Unreal Engine 3 e publicado pela Capcom para a PlayStation 3, Xbox 360 e Microsoft Windows. No jogo os jogadores devem enfrentar uma ameaça alienígena que a humanidade já havia banido. O jogo mistura combate terrestres e aéreos. Foi lançado na América do Norte em 19 de janeiro de 2010, e lançado na Europa em 22 de janeiro de 2010.
A versão de Dark Void para Games for Windows – Live foi lançada em 21 de abril de 2010, que está disponível exclusivamente para jogos da Microsoft's Games for Windows - Live On Demand marketplace.